# Inline-Speedskating-Weltmeisterschaften 1991
Die Weltmeisterschaften wurden vom 22. bis 25. August 1991 im belgischen Ostende ausgetragen. Die Wettkämpfe fanden auf der Bahn statt.

## Frauen
| Distanz              | Gold                                              | Silber                                                           | Bronze                                                        |
| Bahn                 | Bahn                                              | Bahn                                                             | Bahn                                                          |
| -------------------- | ------------------------------------------------- | ---------------------------------------------------------------- | ------------------------------------------------------------- |
| 0300 m Einzelsprint  | Darlene Kissinger                                 | Giovanna Troldi                                                  | Anne Titze                                                    |
| 0500 m Sprint        | Eva Maria Richardson                              | Anne Titze                                                       | Yolanda Fernandez                                             |
| 01500 m Sprint       | Anne Titze                                        | Cheryl Ann Begg                                                  | Inge de Hertoghe                                              |
| 03000 m Massenstart  | Luana Pilia                                       | Claudia Rodriguez                                                | Eva Sanchez                                                   |
| 05000 m Punkte       | Claudia Rodriguez                                 | Cheryl Ann Begg                                                  | Rosana Sastre                                                 |
| 10000 m Ausscheidung | Luana Pilia                                       | Cheryl Ann Begg                                                  | Antonella Mauri                                               |
| 05000 m Staffel      | Deutschland Anne Titze Petra Raiß Barbara Fischer | Argentinien Claudia Rodriguez Rosana Sastre Eva Maria Richardson | Vereinigte Staaten Deanna Parker Darlene Kissinger Dane Lewis |

## Männer
| Distanz              | Gold                                                | Silber                                                       | Bronze                                               |
| Bahn                 | Bahn                                                | Bahn                                                         | Bahn                                                 |
| -------------------- | --------------------------------------------------- | ------------------------------------------------------------ | ---------------------------------------------------- |
| 0300 m Einzelsprint  | Luca Antoniel                                       | Tony Muse                                                    | Dante Muse                                           |
| 0500 m Sprint        | Tony Muse                                           | Dante Muse                                                   | Derek Parra                                          |
| 01500 m Sprint       | Luca Antoniel                                       | Pascal Gravouil                                              | Tony Muse                                            |
| 05000 m Massenstart  | Derek Parra                                         | Danny Bauwens                                                | Arnaud Gicquel                                       |
| 10000 m Punkte       | Arnaud Gicquel                                      | Danny Bauwens                                                | Dante Muse                                           |
| 20000 m Ausscheidung | Dante Muse                                          | Danny Bauwens                                                | Marco Giannini                                       |
| 10000 m Staffel      | Vereinigte Staaten Dante Muse Tony Muse Derek Parra | Kolumbien Julian Fernandez Guillermo Botero Orlando Valencia | Belgien Danny Bauwens Nico Briffaerts Wouter Heytens |